# Martín Labollita
Martín Labollita (Buenos Aires, 27 de setembre de 1980), és un jugador d'escacs argentí, que té el títol de Mestre Internacional.

## Resultats destacats en competició
Labollita, que juga pel club Círculo de Ajedrez Torre Blanca, va començar a destacar en els campionats nacionals per edats; el 1992 fou campió sub-12 de l'Argentina a Rafaela, el 1994 fou campió de l'Argentina sub-14 a Tres de Febrero i el 1996 fou campió de l'Argentina sub-16 a la Capital Federal.
Labollita va guanyar el campionat absolut de l'Argentina el 2002, després de vèncer al desempat contra Sergio Slipak.
Va participar representant l'Argentina en una olimpíada d'escacs l'any 2002 a Bled.